# Kanton Jaunay-Marigny
Der Kanton Jaunay-Marigny (früher Jaunay-Clan) ist ein im Zuge der Neuordnung der Kantone 2015 neu gebildeter französischer Wahlkreis im Arrondissement Poitiers, im Département Vienne und in der Region Nouvelle-Aquitaine; sein Hauptort ist Jaunay-Marigny.

## Gemeinden
Der Kanton besteht aus sechs Gemeinden mit insgesamt 24.947 Einwohnern (Stand: 1. Januar 2022) auf einer Gesamtfläche von 242,08 km²:
| Gemeinde                       | Einwohner 1. Januar 2022 | Fläche km² | Dichte Einw./km² | Code INSEE | Postleitzahl |
| ------------------------------ | ------------------------ | ---------- | ---------------- | ---------- | ------------ |
| Beaumont Saint-Cyr             | 2.941                    | 36,47      | 81               | 86019      | 86490        |
| Chabournay                     | 1.258                    | 5,84       | 215              | 86048      | 86380        |
| Dissay                         | 3.143                    | 23,71      | 133              | 86095      | 86130        |
| Jaunay-Marigny                 | 7.597                    | 48,29      | 157              | 86115      | 86130, 86380 |
| Saint-Georges-lès-Baillargeaux | 4.345                    | 33,90      | 128              | 86222      | 86130        |
| Saint-Martin-la-Pallu          | 5.663                    | 93,87      | 60               | 86281      | 86380        |
| Kanton Jaunay-Marigny          | 24.947                   | 242,08     | 103              | 8607       | –            |

## Veränderungen im Gemeindebestand seit der landesweiten Neuordnung der Kantone
2017: 
- Fusion Beaumont und Saint-Cyr → Beaumont Saint-Cyr
- Fusion Jaunay-Clan und Marigny-Brizay → Jaunay-Marigny
- Fusion Blaslay (Kanton Migné-Auxances), Charrais (Kanton Migné-Auxances), Cheneché (Kanton Migné-Auxances) und Vendeuvre-du-Poitou → Saint Martin la Pallu